# Sebaa
Sebaa (orthographié aussi Sbaa) est une commune de la wilaya d'Adrar en Algérie.

## Géographie

### Situation
Le territoire de la commune se situe au centre-ouest de la wilaya d'Adrar. Le chef-lieu de la commune est situé à 42 km au nord-est d'Adrar.
|                              | Tsabit, Metarfa |          |
| Tabelbala (wilaya de Béchar) | Bouda           | Tamantit |
|                              | Bouda, Adrar    |          |

### Localités de la commune
En 1984, la commune de Sebaa est constituée à partir des localités suivantes :
- Sbaa
- Legraa
- Village socialiste

## Santé
Cette commune abrite salles de soins, polycliniques et maternités qui relèvent de la Direction de la Santé et de la Population (DSP) de la wilaya d'Adrar ainsi que du Ministère de la Santé, de la Population et de la Réforme hospitalière.
Les consultations spécialisées ainsi que les hospitalisations des habitants de cette commune se font dans l'un des hôpitaux de la wilaya d'Adrar:
- Hôpital Ibn Sina d'Adrar[4].
- Hôpital Mohamed Hachemi de Timimoun[5].
- Hôpital de Reggane.
- Hôpital Noureddine Sahraoui d'Aoulef[6].
- Hôpital de Bordj Badji Mokhtar[7].
- Hôpital de Zaouiet Kounta[8].
- Pôle hospitalier de Tililane[9].
  - Hôpital général de 240 lits[10].
  - Hôpital gériatrique de 120 lits.
  - Hôpital psychiatrique de 120 lits.
  - Centre anti-cancer de 120 lits.

### Salles de soins
Cette commune chapeaute salles de soins sur un total de 171 salles de soins que compte la wilaya d'Adrar.
Ces salles de soins sont érigées dans la banlieue de cette commune pour accueillir les citoyens.
- Salle de soins de Ksar
- Salle de soins de Ksar

### Polycliniques
Cette commune chapeaute polycliniques sur un total de 29 polycliniques que compte la wilaya d'Adrar.
- Polyclinique de Ksar
- Polyclinique de Ksar

### Maternités
Cette commune chapeaute maternités sur un total de maternités que compte la wilaya d'Adrar.
- Maternité de Ksar
- Maternité de Ksar